# Jasmine Women
Jasmine Women (Mòlihuākāi 茉莉花开) est un film chinois qui raconte la vie de trois générations de femmes à Shanghai (les années 1930, 50 et 70) et mettant en vedette Zhang Ziyi et Joan Chen.
Le film a été réalisé en 2004 par Hou Yong. Pour sa performance, Zhang Ziyi a reçu le Coq d'or de la meilleure actrice en 2004. Le film est sorti en salles en 2006.